# Правое скобочное представление
Правое скобочное представление дерева — один из способов представить дерево в виде строки.
Алгоритм построения правого скобочного представления дерева:
Правое скобочное представление дерева Т rrep(T) можно получить, применяя к нему следующие рекурсивные правила:
а) Если корнем дерева Т служит вершина А с поддеревьями {\displaystyle T_{1}} , {\displaystyle T_{2}} , … , {\displaystyle T_{n}}, то rrep(T)=(rrep({\displaystyle T_{1}})rrep({\displaystyle T_{2}})…rrep({\displaystyle T_{n}}))A
б) Если корнем дерева Т служит вершина А, не имеющая прямых потомков, то rrep(T)=A
Например, правое скобочное представление для дерева на иллюстрации: (((4 5)3 6)2 7 ((10 11)9 12)8)1